# アマリ・クーパー
アマリ・クーパー（Amari Cooper 、1994年6月17日 - ）は、アメリカ合衆国フロリダ州マイアミ出身のアメリカンフットボール選手である。ポジションはワイドレシーバー(WR)。現在はフリーエージェント。

## 経歴

### プロ入りまで
高校3年次には、ケガでシーズンの大半を欠場したが、QBテディ・ブリッジウォーターのパスターゲットとして、16回のレシーブで175ヤードを獲得、4TDをあげた。4年次のシーズン前にアラバマ大学のサマーキャンプに参加し、ニック・セイバンからリクルーティングを受けた。この年33回のレシーブで722ヤードを獲得、6TDをあげた。オーランド・センティネルには、フロリダ州の高校生で4番目に優れた選手と評価された。高校生のオールスターゲームに招待された彼は、75ヤードのTDレシーブ及び93ヤードのパントリターンTDをあげた。高校ではアメリカンフットボールの他にバスケットボール及び陸上競技も行った。
アラバマ大学では1年次の2012年、先発9試合を含む全14試合に出場し、59回のレシーブで1000ヤード、11TDをあげた。11TDは、アル・ラリーが62年前に作った記録を破る大学記録であった。またレシーブ回数、レシーブ獲得ヤードはいずれもフリオ・ジョーンズが作ったアラバマ大学の新人記録を破った。ジョージア大学とのサウス・イースタン・カンファレンス選手権では、8回のレシーブで128ヤード、1TDをあげ、チームは32-28で勝利した。ノートルダム大学とのBCSナショナル・チャンピオンシップ・ゲームではチームトップの105ヤードを獲得、2TDをあげて、42-14の勝利に貢献した。この年フレッシュマンのオールアメリカンに選ばれた。
2年次の2013年、怪我のため2試合を欠場、7試合の先発を含む12試合に出場し、45回のレシーブで736ヤード、4TDをあげた。オーバーン大学とのアイアンボウルでは、6回のレシーブで178ヤードを獲得、A・J・マキャロンから受けた99ヤードのTDレシーブは大学記録となった。オクラホマ大学とのシュガーボウルでは9回のレシーブで121ヤードを獲得、チームは31-45で敗れた。
3年次の2014年には、テネシー大学戦で1試合での大学記録を更新する224ヤードを獲得した。その後、オーバーン大学戦でも224ヤードを獲得した。この年124回のレシーブで1727ヤードを獲得、16TDといずれも大学記録を更新した。124レシーブはカンファレンス記録でもあった。通算228レシーブ、3463ヤード、31TDはいずれも大学記録となった。ハイズマン賞のファイナリストになった彼は、マーカス・マリオタ、メルビン・ゴードンに次ぐ3位となり、カレッジの最優秀レシーバーに贈られるフレッド・ビレトニコフ賞を受賞、オールアメリカンに選ばれた。大学4年次でのプレーはせず、2015年のNFLドラフトにアーリーエントリーを行った。
カレッジフットボールで栄誉のある、ビレトニコフ賞を全会一致で受賞した。

### オークランド・レイダース
2015年のNFLドラフトでは1巡全体4位でオークランド・レイダースから指名されて入団した。当初背番号19をつけたが、ジェームズ・ジョーンズが解雇された後、89番をつけるようになった。9月13日のシンシナティ・ベンガルズとの開幕戦で初出場、5回のレシーブで47ヤードを獲得した。第2週のボルチモア・レイブンズ戦で109ヤードを獲得、デレック・カーからの68ヤードのパスがプロ初のTDレシーブとなった。第3週のクリーブランド・ブラウンズ戦でレイダースの新人記録となる8回のレシーブで134ヤードを獲得、2005年のランディ・モス以来となる2試合連続で100ヤード以上を記録した。11月8日のピッツバーグ・スティーラーズ戦でティム・ブラウンが持っていたチームの新人記録である43レシーブを更新した。12月20日の試合でレイダースの新人として初めて1000ヤード以上のレシーブをあげた選手となった。レイダースで1000ヤード以上を獲得したレシーバーが出たのも2005年のランディ・モス以来であった。5試合での100ヤード以上獲得及び72回のレシーブはいずれもチームの新人記録となった。12月22日、チームメートのデレック・カー、ラタビアス・マレーとともにプロボウルの補欠となり、ブランドン・マーシャルの代役として出場した。
2016年、ニューオーリンズ・セインツとの開幕戦で6回のレシーブで137ヤードを獲得、35-34の勝利に貢献した。第5週のサンディエゴ・チャージャーズ戦では6回のレシーブで138ヤード、1TDをあげ、34-31の勝利に貢献した。第8週のタンパベイ・バッカニアーズ戦で自己ベストとなる12回のレシーブで173ヤード、1TDをあげ、30-24でのオーバータイムの末の勝利に貢献した。この年83回のレシーブで1153ヤード、5TDをあげ、2度目のプロボウルに選ばれた。またNFL Top 100 Players of 2017 の53位に選ばれた。

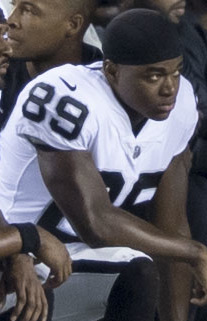
2017年

2017年、テネシー・タイタンズとの開幕戦で13回パスターゲットとなったが、5回のレシーブで62ヤード、1TDにとどまった。第2週の試合では33ヤード、その後3試合連続で10ヤード未満の獲得に終わった。第7週のカンザスシティ・チーフス戦で11回のレシーブで自己ベストの210ヤード、2TDをあげて、AFCの週間最優秀攻撃選手に選ばれた。レイダースの選手が200ヤード以上レシーブであげたのは、1965年以来であった。第16週のフィラデルフィア・イーグルス戦で63ヤードのTDレシーブを含む3回のレシーブで66ヤードを獲得した。最終週のロサンゼルス・チャージャーズ戦では87ヤードのTDレシーブを含む3回のレシーブで115ヤードを獲得した。シーズン終了後、シーズン途中に足首の怪我が原因で満足いくプレーができなかったことを明らかにした。この年48回のレシーブで680ヤード獲得に留まる一方で7TDをあげた。
2018年4月22日、レイダースは5年目のオプション契約を行使した。延長にもつれた第4週のクリーブランド・ブラウンズ戦では8回のレシーブで128ヤード、1TDをあげた。ロンドンで行われた第6週のシアトル・シーホークス戦で脳震盪を起こした。

### ダラス・カウボーイズ
10月22日、翌年のドラフト1巡指名権とのトレードでダラス・カウボーイズにトレードされた（レイダースは、2019年のドラフトで全体27位でジョナサン・エイブラムを指名した。）。11月5日のテネシー・タイタンズ戦ではチームトップの5回のレシーブをあげて58ヤードを獲得したがチームは敗れた。サンクスギビングデーに行われたワシントン・レッドスキンズ戦で8回のレシーブで180ヤードを獲得、90ヤードのTDを含む2TDをあげた。この週の活躍でNFCの週間最優秀攻撃選手に選ばれた。第14週のフィラデルフィア・イーグルス戦では10回のレシーブで自己ベストとなる217ヤード、3TDをあげ、この週も最優秀攻撃選手に選ばれた。
チームは10勝6敗でNFC東地区優勝を果たし、プレーオフに第4シードで進出した。シアトル・シーホークスとのワイルドカードプレーオフでは、7回のレシーブで106ヤードを獲得チームは勝利した。ロサンゼルス・ラムズとのディビジョナルプレーオフでは6回のレシーブで65ヤードを獲得、1TDをあげたがチームは敗れた。2019年1月21日、怪我をしたマイケル・トーマスに代わってプロボウルに選ばれた。この年レイダースとカウボーイズで合計15試合に出場、75回のレシーブで1005ヤードを獲得、7TDをあげた。
2019年、ニューヨーク・ジャイアンツとの開幕戦で6回のレシーブで106ヤード、1TDをあげた。2週間後のマイアミ・ドルフィンズ戦では、6回のレシーブで88ヤードを獲得、2TDをあげた。第5週のグリーンベイ・パッカーズ戦では11回のレシーブで自己ベストの226ヤードを獲得、1TDをあげたがチームは24-34で敗れた。第6週のニューヨーク・ジェッツ戦では太ももを負傷し、1回のレシーブで3ヤードを獲得したのみで退いた。翌週のフィラデルフィア・イーグルス戦で5回のレシーブで106ヤードを獲得した。バイウィークをはさんだニューヨーク・ジャイアンツ戦では4回のレシーブで80ヤード、第4Qに45ヤードのTDレシーブをあげて勝利に貢献した。第10週のミネソタ・バイキングス戦では11回のレシーブで147ヤード、1TDをあげた。第13週のシカゴ・ベアーズとのサーズデイナイトゲームでは、6回のレシーブで83ヤード、1TDをあげて、この年もレシーブ1000ヤードを達成した。この年全16試合で先発し、79回のレシーブで自己ベストの1189ヤード、8TDをあげた。
2020年3月17日、カウボーイズと5年総額1億ドルでの再契約を結んだ。

### クリーブランド・ブラウンズ
2022年3月12日、クリーブランド・ブラウンズが2022年のドラフト5巡目指名権の譲渡、6巡目の指名順との交換で獲得した。
2023年はQBが安定しないチームで、第17週にブラウンズの球団記録となる265ヤードを1試合でレシーブするなどの活躍を見せた。ブラウンズのレシーバーとしては史上初めて2年連続で1,000ヤード以上をレシーブし、自身5度目のプロボウルに選出された。

### バッファロー・ビルズ
2024年10月15日、バッファロー・ビルズにトレードで移籍した。サンフランシスコ・49ers戦でパスを受けた彼はジョシュ・アレンにラテラルパスを行い、アレンがタッチダウンをあげた。これはジョシュ・アレンが投げたパスをジョシュ・アレンが受けた記録となる。

## 詳細情報

### 年度別成績

#### レギュラーシーズン
| 年度      | チーム    | 背 番 号  | 試合 | 試合 | レシーブ | レシーブ    | レシーブ         | レシーブ    | レシーブ | ラン | ラン        | ラン             | ラン        | ラン | ファンブル    | ファンブル |
| 年度      | チーム    | 背 番 号  | 出場 | 先発 | 回数     | 獲得 ヤード | 平均 獲得 ヤード | 最長 ヤード | TD       | 回数 | 獲得 ヤード | 平均 獲得 ヤード | 最長 ヤード | TD   | ファン ブル数 | ロスト     |
| --------- | --------- | --------- | ---- | ---- | -------- | ----------- | ---------------- | ----------- | -------- | ---- | ----------- | ---------------- | ----------- | ---- | ------------- | ---------- |
| 2015      | OAK       | 89        | 16   | 15   | 72       | 1,070       | 14.9             | 68T         | 6        | 3    | -3          | -1.0             | 2           | 0    | 1             | 1          |
| 2016      | OAK       | 89        | 16   | 14   | 83       | 1,153       | 13.9             | 64T         | 5        | 1    | 0           | 0                | 0           | 0    | 2             | 0          |
| 2017      | OAK       | 89        | 14   | 12   | 48       | 680         | 14.2             | 87T         | 7        | 1    | 4           | 4.0              | 4           | 0    | 1             | 0          |
| 2018      | OAK       | 89        | 6    | 6    | 22       | 280         | 12.7             | 36          | 1        | 1    | 9           | 9.0              | 9           | 0    | 0             | 0          |
| 2018      | DAL       | 19        | 9    | 9    | 53       | 725         | 13.7             | 90T         | 6        | 1    | 11          | 11.0             | 11          | 0    | 2             | 2          |
| '18計     | DAL       | 19        | 15   | 15   | 75       | 1,005       | 13.4             | 90T         | 7        | 2    | 20          | 10.0             | 11          | 0    | 2             | 2          |
| 2019      | DAL       | 19        | 16   | 16   | 79       | 1,189       | 15.1             | 53T         | 8        | 1    | 6           | 6.0              | 6           | 0    | 0             | 0          |
| 2020      | DAL       | 19        | 16   | 15   | 92       | 1,114       | 12.1             | 69          | 5        | 6    | 14          | 2.3              | 10          | 0    | 0             | 0          |
| 2021      | DAL       | 19        | 15   | 14   | 68       | 865         | 12.7             | 41          | 8        | 0    | 0           | 0.0              | 0           | 0    | 1             | 0          |
| 2022      | CLE       | 2         | 17   | 17   | 78       | 1,160       | 14.9             | 55          | 9        | 0    | 0           | 0.0              | 0           | 0    | 0             | 0          |
| 2023      | CLE       | 2         | 15   | 15   | 72       | 1,250       | 17.4             | 75T         | 5        | 0    | 0           | 0.0              | 0           | 0    | 2             | 1          |
| 2024      | CLE       | 2         | 6    | 6    | 24       | 250         | 10.4             | 24          | 2        | 0    | 0           | 0.0              | 0           | 0    | 0             | 0          |
| 2024      | BUF       | 18        | 8    | 4    | 20       | 297         | 14.9             | 30T         | 2        | 0    | 0           | 0.0              | 0           | 0    | 0             | 0          |
| '24計     | BUF       | 18        | 14   | 10   | 44       | 547         | 12.4             | 30T         | 4        | 0    | 0           | 0.0              | 0           | 0    | 0             | 0          |
| NFL：10年 | NFL：10年 | NFL：10年 | 154  | 143  | 711      | 10,033      | 14.1             | 90T         | 64       | 14   | 41          | 2.9              | 11          | 0    | 9             | 4          |

- 2024年度シーズン終了時
- 太字は自身最高記録

### ポストシーズン
| 年度 | チーム | 試合 | 試合 | レシーブ | レシーブ    | レシーブ         | レシーブ    | レシーブ | ラン | ラン        | ラン             | ラン        | ラン | ファンブル    | ファンブル |
| 年度 | チーム | 出場 | 先発 | 回数     | 獲得 ヤード | 平均 獲得 ヤード | 最長 ヤード | TD       | 回数 | 獲得 ヤード | 平均 獲得 ヤード | 最長 ヤード | TD   | ファン ブル数 | ロスト     |
| ---- | ------ | ---- | ---- | -------- | ----------- | ---------------- | ----------- | -------- | ---- | ----------- | ---------------- | ----------- | ---- | ------------- | ---------- |
| 2016 | OAK    | 1    | 1    | 2        | 10          | 5.0              | 9           | 0        | 1    | 0           | 0.0              | 0           | 0    | 0             | 0          |
| 2018 | DAL    | 2    | 2    | 13       | 171         | 13.2             | 34          | 1        | 0    | 0           | 0.0              | 0           | 0    | 1             | 0          |
| 2021 | DAL    | 1    | 1    | 6        | 64          | 10.7             | 20T         | 1        | 0    | 0           | 0.0              | 0           | 0    | 1             | 0          |
| 2023 | CLE    | 1    | 1    | 4        | 59          | 14.8             | 19          | 0        | 0    | 0           | 0.0              | 0           | 0    | 0             | 0          |
| 2024 | BUF    | 3    | 1    | 6        | 41          | 6.8              | 10          | 0        | 0    | 0           | 0.0              | 0           | 0    | 0             | 0          |
| 計   | 計     | 8    | 6    | 31       | 345         | 11.1             | 34          | 2        | 1    | 0           | 0.0              | 0           | 0    | 2             | 0          |

- 2024年度シーズン終了時